# F. Sionil José
F. Sionil José eller Francisco Sionil José, född 3 december 1924 i Rosales i Pangasinan, död 6 januari 2022 i Manila, var en filippinsk författare. Han har översatts till 22 olika språk.